# Katherine Percy, condesa de Kent
Lady Katherine Percy (18 de mayo de 1423 - c. 1475) fue hija de Henry Percy, II conde de Northumberland y Eleanor Neville.
A través de su madre era nieta de Ralph Neville, I conde de Wesmortland  y su esposa, Juana Beaufort, hija bastarda (más tarde legitimada por el matrimonio de sus padres) de Juan, I duque de Lancaster, y su amante, y posterior tercera esposa, Catalina de Roet-Swynford. También era tataranieta de Leonel, duque de Clarence, por parte de su padre; por tanto era dos veces descendiente del rey Eduardo III de Inglaterra.
Se casó con Edmund Grey, IV barón Grey de Ruthyn, también bisnieto de Juan de Lancaster; en 1565, Eduardo IV le nombró conde de Kent, poco después del matrimonio del primogénito de Edmund y Katherine con Eleanor Woodville, como parte de la política matrimonial de la hermana de esta, la reina Isabel Woodville. El matrimonio tuvo siete hijos:
- Mary Grey (1440–1474).
- Anthony Grey (1446–1480), casado con Eleanor Woodville, hija de Ricardo Woodville, I conde de Rivers, y Jacquetta de Luxemburgo.
- Elizabeth Grey (m. 1472), esposa de Sir Robert Greystoke.
- Anne Grey (n. 1450), casada con John Grey, VIII barón Grey de Wilton.
- George Grey, II conde de Kent (1454–1505), casado con Ana Woodville, vizcondesa viuda de Bourchier.
- John Grey (1455–1484).
- Edmund Grey (n. 1457).

- Datos: Q3813921